# (2934) Aristophanes
(2934) Aristophanes ist ein Asteroid des Hauptgürtels, der am 25. September 1960 vom niederländischen Forscherteam Cornelis Johannes van Houten, Ingrid van Houten-Groeneveld und Tom Gehrels im Rahmen des Palomar-Leiden-Surveys entdeckt wurde. 
Der Asteroid ist nach dem historischen griechischen Dramatiker Aristophanes benannt.